# 起絵図
起絵図（おこしえず）とは、起図(おこしず)、建絵図(たてえず)、建地割(たてじわり)とも言われる折畳式の簡易模型である。平面図が描かれた台紙に壁面や天井の図を貼り付け、建物の立体的な構造を再現する。模型の立体的な視認効果と平面図の情報量を兼ね揃えており、茶室などの小さな空間に複雑な立体構造を持つ建物の再現に適した図法として、大工の手によって作成されていた。

## 概要
起絵図の特性上、作成されるのは主に茶室であり、松平家旧蔵本（東博本）や三井家旧蔵本、堀口捨巳所蔵本、中根金作所蔵本などが知られている。建築家堀口捨巳により昭和38年から昭和42年にかけて刊行された「茶室起こし絵図集」において50組の茶室起こし絵図の精密な複製が作成されたことで広く認知されることとなった。
起絵図は基本的には既存の茶室を大工が測量し作成するものであるため施工時に作成する平面図や立面図とは目的が異なる。その作成理由は様々であるが所有者から発注され建築後の説明のために求められることが多かったことが江戸時代に大工頭を務めた中井家に伝わる資料などから読み取ることができる。中井家に伝わる資料は大工頭中井家関係資料として重要文化財として指定されている。